# Jerico Springs (Misuri)
Jerico Springs es una villa ubicada en el condado de Cedar en el estado estadounidense de Misuri. En el Censo de 2010 tenía una población de 228 habitantes y una densidad poblacional de 128,7 personas por km².

## Geografía
Jerico Springs se encuentra ubicada en las coordenadas 37°37′9″N 94°0′56″O / 37.61917, -94.01556. Según la Oficina del Censo de los Estados Unidos, Jerico Springs tiene una superficie total de 1.77 km², de la cual 1.77 km² corresponden a tierra firme y (0%) 0 km² es agua.

## Demografía
Según el censo de 2010, había 228 personas residiendo en Jerico Springs. La densidad de población era de 128,7 hab./km². De los 228 habitantes, Jerico Springs estaba compuesto por el 96.49% blancos, el 0% eran afroamericanos, el 0% eran amerindios, el 0% eran asiáticos, el 0% eran isleños del Pacífico, el 0% eran de otras razas y el 3.51% pertenecían a dos o más razas. Del total de la población el 2.19% eran hispanos o latinos de cualquier raza.